# 裸蒴
裸蒴（学名：Gymnotheca chinensis）为三白草科裸蒴属下的一个种。